# Adam Natanek
Adam Tadeusz Natanek (ur. 23 lipca 1933 w Krakowie) – polski dyrygent, profesor nadzwyczajny i współorganizator IWA UMCS, miłośnik zwierząt. W latach 1961–1990 dyrygent Filharmonii im. H. Wieniawskiego w Lublinie, od 1969 roku – jej dyrektor naczelny i artystyczny. W latach 1961–1976 kierownik artystyczny Chóru Towarzystwa Śpiewaczego „Echo”, w latach 1992–1998 dyrektor artystyczny Filharmonii im. A. Malawskiego w Rzeszowie oraz Festiwalu Muzycznego w Łańcucie, w latach 1980–1983 członek Rady Muzyki przy Ministerstwie Kultury i Nauki, w latach 1983–1989 stały gościnny dyrygent Orkiestry Symfonicznej Miasta Valladolid (La Orquesta Ciudad de Valladolid).

## Życiorys artystyczny
Ukończył studia w krakowskiej Państwowej Wyższej Szkole Muzycznej na Wydziale Teorii, Kompozycji i Dyrygentury w klasie dyrygentury symfonicznej prof. Artura Malawskiego i prof. Witolda Krzemieńskiego oraz na Wydziale Pedagogicznym w zakresie dyrygentury chóralnej. W 1964 roku ukończył seminarium dyrygenckie prowadzone przez światowej sławy dyrygenta, Pawła Kleckiego. Od 1966 roku należał do PZPR. Przyczynił się do rozwoju lokalnej chóralistyki, angażując do estradowych prezentacji zespoły szkolne, uczelniane oraz stowarzyszenia chóralne. Pod jego dyrekcją wykonano ponad sto koncertów oratoryjno-kantatowych oraz operowych, integrując środowisko melomanów i muzyków. W 1971 roku był współorganizatorem Instytutu Wychowania Muzycznego UMCS (obecnie Wydział Artystyczny) na Wydziale Pedagogiki i Psychologii, pozostając od 1972 roku jego docentem, zaś od 1987 roku – profesorem nadzwyczajnym.
W czasie jego kadencji orkiestra Filharmonii Lubelskiej gościnnie występowała w Filharmonii Narodowej w Warszawie (dwukrotnie), na Węgrzech, Czechosłowacji, we Włoszech (kilkakrotnie), we Francji, Szwecji, w Szwajcarii, Hiszpanii. On sam gościnnie koncertował prawie w całej Europie. Poza tym w USA (San Francisco), w ZSRR (Leningradzka Orkiestra Filharmonii w Petersburgu), w Hawanie, w Tunisie, w Taegu, w Meksyku (Xalapa), w RFN oraz na licznych festiwalach, m.in. z Orkiestrą Symfoniczną w Skopje. W latach 1980–1983 był członkiem Rady Muzyki przy Ministerstwie Kultury i Nauki w Warszawie. Kilkakrotnie delegowany za granicę w charakterze obserwatora muzycznego, m.in. do Pragi, Berlina, Bergen, Bułgarii. Gościnnie dyrygował w wielu filharmoniach w Polsce i za granicą. W Polsce najczęściej Orkiestrą i Chórem Filharmonii Narodowej w Warszawie, wielokrotnie Wielką Orkiestrą Polskiego Radia i TV w Katowicach (obecnie NOSPR), w Filharmonii Krakowskiej oraz Orkiestrą i Chórem Polskiego Radia w Krakowie. Dokonał wielu nagrań archiwalnych, radiowych i telewizyjnych. Od połowy lat 80. XX wieku gościnnie współpracował z Orkiestrą Symfoniczną Valladolid w Hiszpanii, pełniąc od 1990 roku przez kilka miesięcy obowiązki jej szefa artystycznego i dyrygenta. W latach 1992–1998 pełnił stanowisko dyrektora artystycznego Filharmonii im. A. Malawskiego w Rzeszowie oraz Festiwalu Muzycznego w Łańcucie. Wraz z filharmonikami prowadził działalność edukacyjną dla dzieci i młodzieży (tzn. koncerny edukacyjne i symfoniczne) w szkołach, w makroregionie lubelskim i podkarpackim.
Żonaty z Danutą Damięcką-Natanek (1946–2006), śpiewaczką (sopran), uczennicą Ady Sari.

## Inicjatywy i muzyczne kontynuacje
- Nałęczowskie Divertimento w Nałęczowie
- Dni muzyki organowej i oratoryjnej w Kazimierzu Dolnym nad Wisłą
- Muzyczne spotkania w Kozłówce
- Lubelski Wrzesień Muzyczny

## Nagrody i wyróżnienia (ważniejsze)
- Złoty Medal „Zasłużony Kulturze Gloria Artis” (2013)
- Medal Prezydenta Miasta Lublina (80 rocznica urodzin, 2013)
- Krzyż Komandorski Orderu Odrodzenia Polski (1998)
- Krzyż Oficerski Orderu Odrodzenia Polski (1989)
- Krzyż Kawalerski Orderu Odrodzenia Polski (1979)
- Złota Odznaka Honorowa „Zasłużony dla Lublina” (1979)
- Odznaka honorowa „Za zasługi dla Lubelszczyzny” (1974)
- Srebrny Krzyż Zasługi
- Medal 30-lecia Polski Ludowej
- Odznaka „Zasłużony Działacz Kultury”[3]

## Funkcje społeczne
- członek Rady Muzyki przy Ministrze Kultury i Sztuki
- członek Rady Konsultacyjnej przy Wojewodzie Lubelskim
- członek The American Biographical Institute Research Association
- honorowy członek International Biographical Centre

## Działalność na rzecz zwierząt
Adam i Danuta Natankowie w 2000 roku założyli Stowarzyszenie Opieki nad Zwierzętami „Lubelski Animals”. Do komitetu założycielskiego dołączyły Jolanta Polberg i prof. Halina Kowalska-Pyłka, emerytowana wykładowczyni Uniwersytetu Przyrodniczego w Lublinie. Stowarzyszenie organizuje zbiórki karmy dla zwierząt domowych, zapewnia opiekę weterynaryjną, poszukuje nowych opiekunów oraz zbiera środki finansowe. Z inicjatywy stowarzyszenia powstało Schronisko dla Bezdomnych Zwierząt w Lublinie. Adam Natanek dwukrotnie (2002, 2004) był powoływany na członka Lokalnej Komisji Etycznej w Lublinie, do której należało realizowanie standardów przeprowadzania doświadczeń oraz badanie stopnia ich inwazyjności. Wypowiadał się również na łamach lokalnej prasy, piętnując naganne zachowania w stosunku do zwierząt.

## Publikacje o dyrygencie
W 2013 roku Teresa Księska-Falger, prezes Towarzystwa Muzycznego im. H. Wieniawskiego w Lublinie, oraz Marek Dudek, lubelski muzykolog, wydali książkę pt. Adam Natanek. Portret artysty. 
Promocja książki odbyła się podczas ostatniego z koncertów II Międzynarodowego Festiwalu „Andrzej Nikodemiowicz czas i dźwięk” w ramach Międzynarodowego Dnia Muzyki w Auli Kardynała Stefana Wyszyńskiego na Katolickim Uniwersytecie Lubelskim.
W Lublinie w 2017 roku została wydana monografia autorstwa Marka Dudka pt. Adam Natanek: człowiek, artysta, pedagog. 